# 洗滌

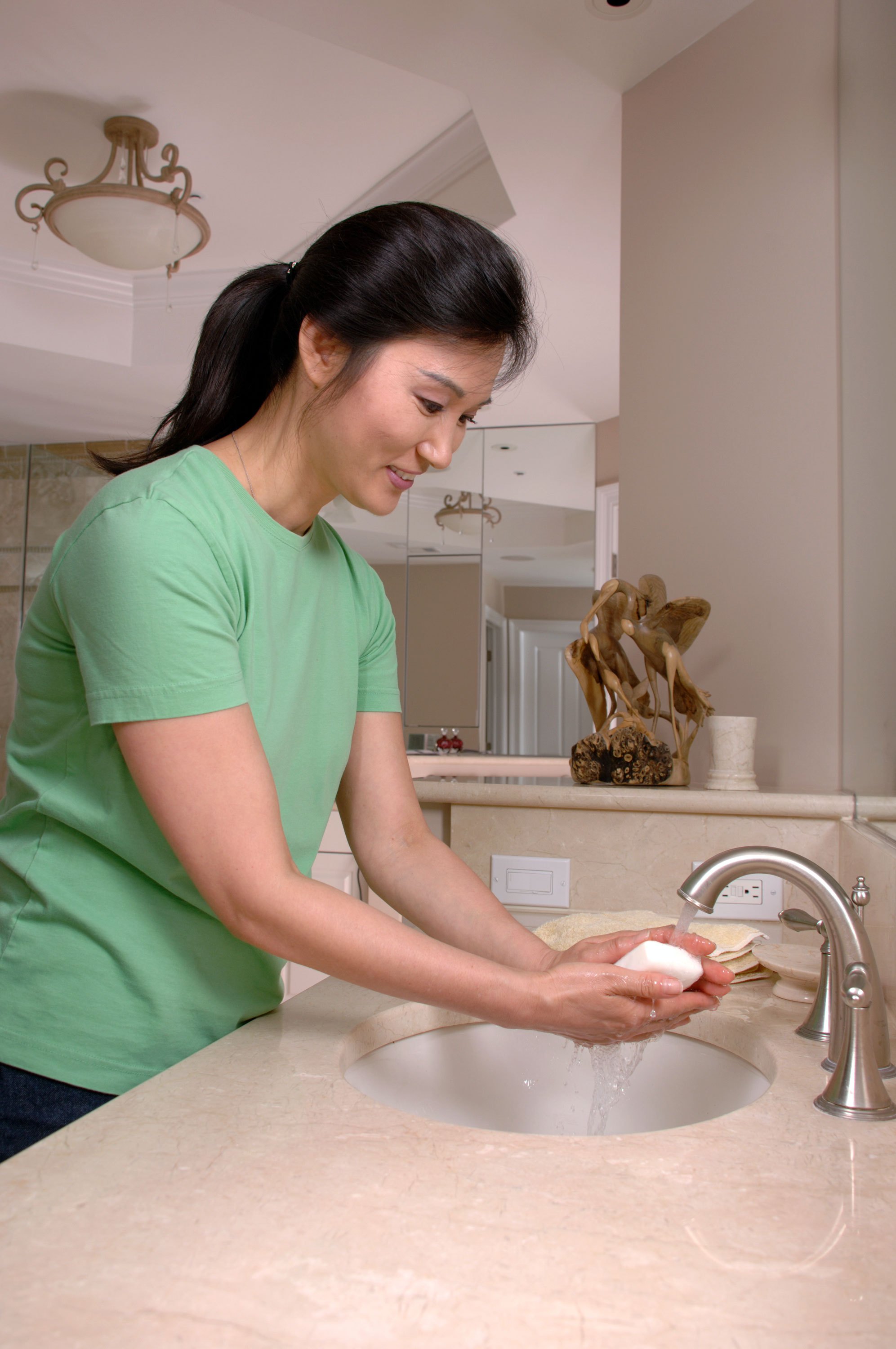
洗滌

洗涤是一种清洁手段，指人用水、肥皂或清洁剂來清洁自己所要清洁的東西。定期洗澡、洗碗和清洗衣物也是一種卫生手段，而且有助於保持健康。 不過过度清洗身體可能会會导致皮肤變得粗糙。 